# 椭圆型偏微分方程
椭圆型偏微分方程（英語：Elliptic partial differential equation）是一类二阶線性偏微分方程，形式为：
{\displaystyle Au_{xx}+2Bu_{xy}+Cu_{yy}+Du_{x}+Eu_{y}+Fu+G=0\,}
并满足
{\displaystyle B^{2}-AC<0.\ }
其中A, B, C, D, E, F, and G是x和y的函數，{\displaystyle u_{x}={\frac {\partial u}{\partial x}}}, {\displaystyle u_{xy}={\frac {\partial ^{2}u}{\partial x\partial y}}}，{\displaystyle u_{xx},u_{y},u_{yy}}的定義也類似
其名稱是源自橢圓形的方程式。
最簡單的椭圆型偏微分方程是拉普拉斯方程，{\displaystyle \Delta u=u_{xx}+u_{yy}=0}，以及泊松方程，{\displaystyle \Delta u=u_{xx}+u_{yy}=f(x,y).}。其他所有的雙變數椭圆型偏微分方程都是這兩種方式的擴展，而且一定可以透過變數變換，轉換為以下的標準形。
{\displaystyle u_{xx}+u_{yy}+{\text{  (lower-order terms)}}=0}